# 阿雷斯 (莱里达省)
阿雷斯（西班牙語：Arrés）是西班牙加泰罗尼亚莱里达省的一个市镇。总面积12平方公里，总人口58人（001年），人口密度5人/平方公里。